# 서울자운초등학교
서울자운초등학교(紫雲初等學校)는 대한민국 서울특별시 도봉구에 있는 공립 초등학교이다.

## 학교 연혁
- 1997년 1월 5일: 서울자운초등학교 설립인가
- 1997년 3월 2일: 서울자운초등학교 개교
- 2027년 3월 2일: 개교 30주년

## 참고 자료
- 서울자운초등학교 - 한국교육학술정보원 학교알리미